# Tiro esportivo nos Jogos Europeus de 2015 - Carabina deitado 50 m masculino
A competição carabina deitado 50 m masculino foi um dos eventos do tiro esportivo nos Jogos Europeus de 2015, em Baku, no Azerbaijão. Foi disputada no Centro de Tiro de Baku no dia 16 de junho.

## Calendário
Horário de verão do Azerbaijão (UTC+5).
| Data        | Horário | Fase         |
| ----------- | ------- | ------------ |
| 16 de junho | 11:30   | Qualificação |
| 16 de junho | 13:30   | Final        |

## Medalhistas
| Ouro   | GER Henri Junghänel |
| Prata  | ITA Marco de Nicolo |
| Bronze | BLR Sergei Martynov |

## Resultados

### Qualificação
O resultado da qualificação foi seguinte.
| Pos. | Atirador                 | Series | Series | Series | Series | Series | Series | Total | Notas                      |
| Pos. | Atirador                 | 1      | 2      | 3      | 4      | 5      | 6      | Total | Notas                      |
| ---- | ------------------------ | ------ | ------ | ------ | ------ | ------ | ------ | ----- | -------------------------- |
| 1    | BLR Sergei Martynov      | 103.0  | 103.3  | 102.9  | 105.2  | 102.2  | 103.4  | 620.0 | Recorde dos Jogos Europeus |
| 2    | GER Henri Junghänel      | 103.8  | 103.9  | 102.3  | 101.7  | 101.6  | 104.6  | 617.9 |                            |
| 3    | CRO Bojan Đurković       | 104.9  | 103.9  | 103.1  | 101.9  | 100.4  | 102.9  | 617.1 |                            |
| 4    | ISR Guy Starik           | 102.6  | 103.6  | 100.8  | 103.7  | 104.0  | 102.4  | 617.1 |                            |
| 5    | NOR Odd Arne Brekne      | 102.2  | 103.9  | 102.3  | 102.3  | 104.1  | 102.2  | 617.0 |                            |
| 6    | FIN Juho Kurki           | 102.7  | 103.5  | 102.6  | 102.8  | 103.7  | 101.7  | 617.0 |                            |
| 7    | ITA Marco De Nicolo      | 103.5  | 101.6  | 102.4  | 103.3  | 102.1  | 103.3  | 616.2 |                            |
| 8    | EST Meelis Kiisk         | 100.6  | 103.7  | 103.0  | 102.6  | 102.4  | 103.7  | 616.0 |                            |
| 9    | FRA Valérian Sauveplane  | 103.8  | 101.5  | 103.2  | 102.4  | 102.7  | 102.4  | 616.0 |                            |
| 10   | AUT Thomas Mathis        | 102.6  | 103.7  | 101.1  | 101.0  | 103.6  | 103.6  | 615.6 |                            |
| 11   | HUN Péter Sidi           | 103.1  | 104.6  | 101.7  | 99.1   | 101.8  | 105.1  | 615.4 |                            |
| 12   | BLR Yury Shcherbatsevich | 103.0  | 103.8  | 101.9  | 102.0  | 103.0  | 101.7  | 615.4 |                            |
| 13   | UKR Yuriy Sukhorukov     | 102.8  | 103.1  | 100.6  | 100.5  | 104.1  | 103.2  | 614.3 |                            |
| 14   | SRB Milenko Sebić        | 102.8  | 99.4   | 102.5  | 103.7  | 103.6  | 102.3  | 614.3 |                            |
| 15   | SLO Rajmond Debevec      | 102.0  | 101.5  | 101.5  | 102.6  | 103.7  | 102.8  | 614.1 |                            |
| 16   | SRB Nemanja Mirosavljev  | 104.9  | 100.7  | 102.3  | 102.3  | 100.8  | 103.0  | 614.0 |                            |
| 17   | FRA Alexis Raynaud       | 100.1  | 103.7  | 102.7  | 101.2  | 103.0  | 102.9  | 613.6 |                            |
| 18   | CRO Ivica Štritof        | 102.1  | 102.4  | 100.6  | 103.5  | 102.5  | 102.5  | 613.6 |                            |
| 19   | BEL Lionel Cox           | 102.7  | 103.1  | 99.9   | 101.9  | 104.5  | 101.4  | 613.5 |                            |
| 20   | GBR Jonathan Hammond     | 103.9  | 101.6  | 103.5  | 98.3   | 102.1  | 103.4  | 612.8 |                            |
| 21   | ITA Niccolò Campriani    | 100.0  | 103.5  | 102.4  | 101.8  | 102.4  | 102.5  | 612.6 |                            |
| 22   | SUI Claude-Alain Delley  | 103.6  | 100.2  | 102.1  | 102.6  | 101.5  | 102.4  | 612.4 |                            |
| 23   | RUS Sergey Kamenskiy     | 104.0  | 102.5  | 102.4  | 101.3  | 101.3  | 100.7  | 612.2 |                            |
| 24   | RUS Fedor Vlasov         | 101.9  | 102.3  | 101.8  | 103.4  | 100.2  | 101.9  | 611.5 |                            |
| 25   | ESP Javier López         | 102.1  | 102.0  | 101.7  | 103.8  | 101.0  | 100.5  | 611.1 |                            |
| 26   | CZE Ondřej Rozsypal      | 102.2  | 100.3  | 103.1  | 100.2  | 102.4  | 102.4  | 610.6 |                            |
| 27   | GER Daniel Brodmeier     | 101.0  | 98.8   | 102.2  | 103.1  | 104.3  | 101.0  | 610.4 |                            |
| 28   | NOR Stian Bogar          | 100.3  | 100.8  | 101.4  | 102.5  | 103.0  | 102.0  | 610.0 |                            |
| 29   | ISR Leor Ovadia Madlal   | 101.9  | 100.0  | 102.1  | 103.1  | 102.3  | 100.6  | 610.0 |                            |
| 30   | POL Dawid Migała         | 100.4  | 99.5   | 100.6  | 101.9  | 103.6  | 103.7  | 609.7 |                            |
| 31   | AUT Alexander Schmirl    | 102.2  | 100.3  | 100.8  | 99.6   | 103.7  | 102.8  | 609.4 |                            |
| 32   | UKR Serhiy Kulish        | 99.5   | 102.9  | 101.1  | 100.7  | 102.6  | 101.9  | 608.7 |                            |
| 33   | DEN Steffen Olsen        | 101.8  | 99.4   | 100.1  | 100.3  | 103.9  | 101.9  | 607.4 |                            |
| 34   | BUL Anton Rizov          | 101.9  | 103.6  | 99.7   | 101.8  | 98.1   | 101.2  | 606.3 |                            |
| 35   | SWE Sam Andersson        | 97.7   | 99.7   | 102.8  | 101.1  | 102.0  | 102.3  | 605.6 |                            |
| 36   | DEN Kenneth Nielsen      | 101.6  | 104.6  | 101.1  | 98.4   | 98.6   | 101.0  | 605.3 |                            |
| 37   | SUI Simon Beyeler        | 98.6   | 100.7  | 100.1  | 100.3  | 102.9  | 100.7  | 603.3 |                            |

### Final
O resultado final foi o seguinte.
| Pos.              | Atirador            | Series | Series | Series | Series | Series | Series | Series | Series | Series | Notas                      |
| Pos.              | Atirador            | 1      | 2      | 3      | 4      | 5      | 6      | 7      | 8      | 9      | Notas                      |
| ----------------- | ------------------- | ------ | ------ | ------ | ------ | ------ | ------ | ------ | ------ | ------ | -------------------------- |
| Medalha de ouro   | GER Henri Junghänel | 31.0   | 62.8   | 83.9   | 105.2  | 125.9  | 146.0  | 166.9  | 187.1  | 208.5  | Recorde dos Jogos Europeus |
| Medalha de prata  | ITA Marco De Nicolo | 31.3   | 62.1   | 83.1   | 104.5  | 125.7  | 146.4  | 167.2  | 187.2  | 207.3  |                            |
| Medalha de bronze | BLR Sergei Martynov | 31.9   | 63.1   | 83.8   | 104.2  | 125.1  | 145.9  | 165.9  | 186.3  |        |                            |
| 4                 | CRO Bojan Đurković  | 30.9   | 61.2   | 82.2   | 103.1  | 123.2  | 143.6  | 164.2  |        |        |                            |
| 5                 | NOR Odd Arne Brekne | 31.7   | 62.0   | 82.6   | 102.9  | 123.8  | 142.5  |        |        |        |                            |
| 6                 | ISR Guy Starik      | 29.8   | 61.5   | 82.0   | 102.0  | 122.5  |        |        |        |        |                            |
| 7                 | FIN Juho Kurki      | 30.9   | 60.9   | 81.6   | 101.4  |        |        |        |        |        |                            |
| 8                 | EST Meelis Kiisk    | 30.4   | 61.1   | 80.2   |        |        |        |        |        |        |                            |